# المسيلة (فرسان)
قرية المسيلة، وهي إحدى قرى منطقة جازان وهي قرية سكنية تابعة لبلدية محافظة فرسان جنوب غرب المملكة العربية السعودية، تبعد أقل من 3 كم باتجاه الشمال من مدينة فرسان.

## الموقع
تقع قرية المسيلة جنوب غرب المملكة على جزيرة فرسان، وهي تقع عند خط طول 41 درجة وخط العرض 16 درجة.

## وصلات خارجية
- بيانات المجلس البلدي من الأمانة العامة لشؤون المجالس البلدية.
- حصر الخدمات بالمدن والقرى بمنطقة جازان.
- دليل الخدمات بمنطقة جازان.
- مصلحة الإحصاءات العامة والمعلومات.